# Bahnstrecke Bautzen–Hoyerswerda
| Auszug aus der Streckenkarte Sachsens 1911 | |                                      |                                      |
| Streckennummer: | 6579; sä. BH |                                      |                                      |
| Kursbuchstrecke (DB): | 234 (1999) |                                      |                                      |
| Kursbuchstrecke: | 135p (Gesamt) 135q (Abzw Stiebitz – Radibor (Sachs)) jeweils 1934 160c (Gesamt) 160d (Abzw Stiebitz – Radibor (Sachs)) jeweils 1946 |                                      |                                      |
| Streckenlänge: | 36,81 km |                                      |                                      |
| Spurweite: | 1435 mm (Normalspur) |                                      |                                      |
| Maximale Neigung: | 12 ‰ |                                      |                                      |
| Minimaler Radius: | 300 m |                                      |                                      |
| Streckengeschwindigkeit: | 50 km/h |                                      |                                      |
| | |                                      |                                      |
| \| \| \| von Görlitz \| \| \| \| 1,97 \| Abzw Stiebitz \| Abzw Stiebitz \| \| \| \| nach Dresden-Neustadt \| \| \| \| 2,50 \| Rattwitz \| 209 m \| \| \| 3,60 \| Awanst Seidau \| 215 m \| \| \| \| nach Seidau (Spreetalbahn) \| \| \| \| 3,69 \| Seidau \| 215 m \| \| \| 5,45 \| Anst Industriegebiet Nord \| Anst Industriegebiet Nord \| \| \| 6,17 \| Kleinwelka \| 205 m \| \| \| 8,25 \| Cölln \| 192 m \| \| \| 10,03 \| Radibor (Sachs) \| 174 m \| \| \| \| nach Löbau \| \| \| \| 11,70 \| Quoos \| 158 m \| \| \| \| Industriebahn zur Adolfshütte Crosta \| \| \| \| 14,06 \| Schwarzwasser (13 m) \| Schwarzwasser (13 m) \| \| \| 14,21 \| Flutbrücke (13 m) \| Flutbrücke (13 m) \| \| \| 14,77 \| Neschwitz (Sachs) \| 152 m \| \| \| \| nach Wetro \| \| \| \| 17,17 \| Zescha \| 148 m \| \| \| 19,87 \| Königswartha \| 140 m \| \| \| \| nach Knappenrode/Weißkollm \| \| \| \| 21,20 \| Bachbrücke (17 m) \| Bachbrücke (17 m) \| \| \| 23,36 \| Commerau \| 133 m \| \| \| 25,13 \| ehem. Landesgrenze Sachsen–Preußen \| ehem. Landesgrenze Sachsen–Preußen \| \| \| 26,11 \| Groß Särchen (Kr Hoyerswerda) \| 130 m \| \| \| 29,13 \| Hoske \| 129 m \| \| \| 29,67 \| Schwarze Elster (10 m) \| Schwarze Elster (10 m) \| \| \| 31,05 \| Lausitzer Grubenbahn \| Lausitzer Grubenbahn \| \| \| 32,32 \| Wittichenau \| 127 m \| \| \| 34,78 \| Schwarze Elster (13 m) \| Schwarze Elster (13 m) \| \| \| 35,11 \| Flutbrücke (20 m) \| Flutbrücke (20 m) \| \| \| 36,12 \| Dörgenhausen \| 119 m \| \| \| 37,35 \| Schwarze Elster (12 m) \| Schwarze Elster (12 m) \| \| \| 37,43 \| Flutbrücke (10 m) \| Flutbrücke (10 m) \| \| \| \| von Węgliniec \| \| \| \| 38,78 \| Hoyerswerda \| 118 m \| \| \| \| nach Roßlau \| \| \| \| \| nach Neupetershain \| \| | |                                      |                                      |
| Strecke | | von Görlitz                          | von Görlitz                          |
| ehemalige Blockstelle | 1,97 | Abzw Stiebitz                        | Abzw Stiebitz                        |
| Abzweig ehemals geradeaus und nach links | | nach Dresden-Neustadt                | nach Dresden-Neustadt                |
| Haltepunkt / Haltestelle (Strecke außer Betrieb) | 2,50 | Rattwitz                             | 209 m                                |
| Blockstelle (Strecke außer Betrieb) | 3,60 | Awanst Seidau                        | 215 m                                |
| Abzweig geradeaus und nach rechts (Strecke außer Betrieb) | | nach Seidau (Spreetalbahn)           | nach Seidau (Spreetalbahn)           |
| Haltepunkt / Haltestelle (Strecke außer Betrieb) | 3,69 | Seidau                               | 215 m                                |
| Abzweig geradeaus und von rechts (Strecke außer Betrieb) | 5,45 | Anst Industriegebiet Nord            | Anst Industriegebiet Nord            |
| Bahnhof (Strecke außer Betrieb) | 6,17 | Kleinwelka                           | 205 m                                |
| Haltepunkt / Haltestelle (Strecke außer Betrieb) | 8,25 | Cölln                                | 192 m                                |
| Bahnhof (Strecke außer Betrieb) | 10,03 | Radibor (Sachs)                      | 174 m                                |
| Abzweig geradeaus und nach rechts (Strecke außer Betrieb) | | nach Löbau                           | nach Löbau                           |
| Haltepunkt / Haltestelle (Strecke außer Betrieb) | 11,70 | Quoos                                | 158 m                                |
| Abzweig geradeaus und nach rechts (Strecke außer Betrieb) | | Industriebahn zur Adolfshütte Crosta | Industriebahn zur Adolfshütte Crosta |
| Brücke über Wasserlauf (Strecke außer Betrieb) | 14,06 | Schwarzwasser (13 m)                 | Schwarzwasser (13 m)                 |
| Brücke über Wasserlauf (Strecke außer Betrieb) | 14,21 | Flutbrücke (13 m)                    | Flutbrücke (13 m)                    |
| Bahnhof (Strecke außer Betrieb) | 14,77 | Neschwitz (Sachs)                    | 152 m                                |
| Abzweig geradeaus und nach links (Strecke außer Betrieb) | | nach Wetro                           | nach Wetro                           |
| Haltepunkt / Haltestelle (Strecke außer Betrieb) | 17,17 | Zescha                               | 148 m                                |
| Bahnhof (Strecke außer Betrieb) | 19,87 | Königswartha                         | 140 m                                |
| Abzweig geradeaus und nach rechts (Strecke außer Betrieb) | | nach Knappenrode/Weißkollm           | nach Knappenrode/Weißkollm           |
| Brücke über Wasserlauf (Strecke außer Betrieb) | 21,20 | Bachbrücke (17 m)                    | Bachbrücke (17 m)                    |
| Haltepunkt / Haltestelle (Strecke außer Betrieb) | 23,36 | Commerau                             | 133 m                                |
| Grenze (Strecke außer Betrieb) | 25,13 | ehem. Landesgrenze Sachsen–Preußen   | ehem. Landesgrenze Sachsen–Preußen   |
| Haltepunkt / Haltestelle (Strecke außer Betrieb) | 26,11 | Groß Särchen (Kr Hoyerswerda)        | 130 m                                |
| Haltepunkt / Haltestelle (Strecke außer Betrieb) | 29,13 | Hoske                                | 129 m                                |
| Brücke über Wasserlauf (Strecke außer Betrieb) | 29,67 | Schwarze Elster (10 m)               | Schwarze Elster (10 m)               |
| Kreuzung geradeaus unten (Strecken außer Betrieb) | 31,05 | Lausitzer Grubenbahn                 | Lausitzer Grubenbahn                 |
| Bahnhof (Strecke außer Betrieb) | 32,32 | Wittichenau                          | 127 m                                |
| Brücke über Wasserlauf (Strecke außer Betrieb) | 34,78 | Schwarze Elster (13 m)               | Schwarze Elster (13 m)               |
| Brücke über Wasserlauf (Strecke außer Betrieb) | 35,11 | Flutbrücke (20 m)                    | Flutbrücke (20 m)                    |
| Haltepunkt / Haltestelle (Strecke außer Betrieb) | 36,12 | Dörgenhausen                         | 119 m                                |
| Brücke über Wasserlauf (Strecke außer Betrieb) | 37,35 | Schwarze Elster (12 m)               | Schwarze Elster (12 m)               |
| Brücke über Wasserlauf (Strecke außer Betrieb) | 37,43 | Flutbrücke (10 m)                    | Flutbrücke (10 m)                    |
| Abzweig ehemals geradeaus und von rechts | | von Węgliniec                        | von Węgliniec                        |
| Bahnhof | 38,78 | Hoyerswerda                          | 118 m                                |
| Abzweig ehemals geradeaus und nach links | | nach Roßlau                          | nach Roßlau                          |
| Strecke (außer Betrieb) | | nach Neupetershain                   | nach Neupetershain                   |

Die Bahnstrecke Bautzen–Hoyerswerda war eine Nebenbahn in Sachsen. Sie zweigte in Bautzen von der Bahnstrecke Görlitz–Dresden ab und führte durch die nördliche Oberlausitz über Königswartha und Wittichenau nach Hoyerswerda, wo sie in die Bahnstrecke Węgliniec–Roßlau einmündete. Im Jahr 2002 wurde die Strecke stillgelegt und später abgebaut.

## Geschichte
Während etwa in den anderen Landesteilen Sachsens um 1880 schon ein dichtes Eisenbahnnetz vorhanden war, bestand seinerzeit in der nördlichen Oberlausitz als einzige Verbindung nur die 1871 eingeweihte Strecke Kamenz–Pirna. Ein bereits in den 1860er Jahren diskutiertes Projekt einer Verbindung von Weißwasser in der preußischen Oberlausitz über Löbau nach Böhmen zum Anschluss an die Strecken der Böhmischen Nordbahn war aus strategischen Gründen nicht zur Ausführung gekommen. Auch für eine Verbindung Bautzen–Weißwasser bestand auf preußischer Seite kein Interesse.
Als 1873 die Vorarbeiten für die Bahnstrecke Bautzen–Bad Schandau über Großpostwitz und Wilthen begannen, drangen der Bautzener Stadtrat und verschiedene Vereine darauf, die von Süden kommende Bahnstrecke ab Bautzen nach Norden weiterzuführen. So unterbreiteten 1875 der Landwirtschaftliche Verein von Kleinwelka und weitere Interessenten eine Petition für eine „Eisenbahn von Bautzen bis an die Landesgrenze in Richtung Cottbus“. Doch auch dem „Gesuch des Comités zur Erbauung einer normalspurigen Bahn mit sekundärem Betriebe in der Richtung Bautzen-Hoyerswerda-Spremberg und der Erteilung der Erlaubnis zur Vornahme der generellen Vorarbeiten“ vom 18. Juli 1881 blieb zunächst der Erfolg versagt. Erst am 29. Februar 1888 genehmigte ein königlich-sächsisches Dekret den Bau zwischen Bautzen und Königswartha. Bis August 1889 war die Trasse abgesteckt; eine günstigere Ortsnähe für Radibor scheiterte jedoch am Widerstand einiger Grundbesitzer. Nach gut einjähriger Bauzeit konnte die Strecke am 2. Dezember 1890 bis Königswartha eröffnet werden; wobei sie auf den ersten zwei Kilometern bis zum Abzweig Stiebitz die Hauptstrecke Görlitz–Dresden mitbenutzte.
Für den Personenverkehr waren zunächst drei Zugpaare täglich vorgesehen; die erste und letzte Fahrt begann und endete in Königswartha. Doch scheint der Bedarf schnell gewachsen zu sein. Schon der Fahrplan für 1891 weist vier Zugpaare und eine verkürzte Fahrzeit auf rund 70 Minuten aus. Der Frühzug aus Königswartha kam jetzt schon 5.54 Uhr in Bautzen an (vorher 7.30 Uhr) und der nächste Zug 9.12 Uhr (vorher 13.32 Uhr). Damit wurde das Angebot sowohl für den Berufsverkehr wie auch für Einkäufe und den Besuch von Behörden wesentlich attraktiver.
Für den Gütertransport der expandierenden örtlichen Industrie wie für die Landwirtschaft brachte die Bahn sofort einen erheblichen Nutzen. Seit der Eröffnung der Ladestelle in Kleinwelka verringerten sich die Transportleistungen auf der Straße für die Fabriken in Großdubrau und Crosta wesentlich. Im Bahnhof Neschwitz wurden zudem für den monatlich stattfindenden großen Viehmarkt spezielle Anlagen zur Verwahrung und Verladung des Viehs angelegt. Zwischen 1891 und 1906 betrieb die Adolfshütte eine Industriebahn Quoos–Crosta, die als schmalspurige Anschlussbahn (750 mm) einen Übergang von Wagen auf Rollböcken bis ins Werk ermöglichte; danach wurde dieses direkt an die neue Bahnstrecke Löbau–Radibor angebunden. Seit 1893 zweigte bei Seidau die Spreetalbahn als Industriebahn ab. Die Bedienung einer Güterladestelle und mehrerer privater Werksanschlüsse erfolgte stets durch Übergabefahrten von Bautzen aus.
Nach 1900 geriet die ursprünglich schon anvisierte Verlängerung der Strecke über die sächsisch-preußische Landesgrenze hinaus auch ins Blickfeld preußischer Militärpolitik. Im Gegenzug zur geplanten Weiterführung bis Hoyerswerda musste Sachsen einer Verlängerung der Kreuzungsgleise in Kleinwelka, Neschwitz und Königswartha von den bisher üblichen 180–220 m auf 520–550 m zur Aufnahme großer Militärzüge zustimmen. Seit 1904 hatten auch alle überführenden Bauwerke einen eventuellen späteren zweigleisigen Ausbau zu berücksichtigen. Deutlich ist das heute noch an der Straßenbrücke zwischen Neschwitz und Lomske/Caßlau zu erkennen, die 1913 auch zwei schienengleiche Straßenkreuzungen kurz hintereinander ersetzte.
Seit 1897 häuften sich die Bemühungen verschiedener Interessenten für eine Weiterführung der Strecke in Richtung Hoyerswerda, das seit 1873 an die auf preußischem Gebiet liegende Kohlfurt – Falkenberger oder Oberlausitzer Eisenbahn (heute die Bahnstrecke Węgliniec–Roßlau) angebunden war. Ein Staatsvertrag zwischen Sachsen und Preußen vom 24. März 1905 ermöglichte schließlich den Weiterbau ab Königswartha über Commerau, Groß Särchen, Hoske, Wittichenau, Dörgenhausen nach Hoyerswerda. Beide Staaten erbauten den auf ihrem Gebiet liegenden Streckenabschnitt in eigener Regie; die Landesgrenze war zugleich auch die Eigentumsgrenze. Eine direkte Weiterführung in die Niederlausitz wurde jedoch nicht vereinbart.

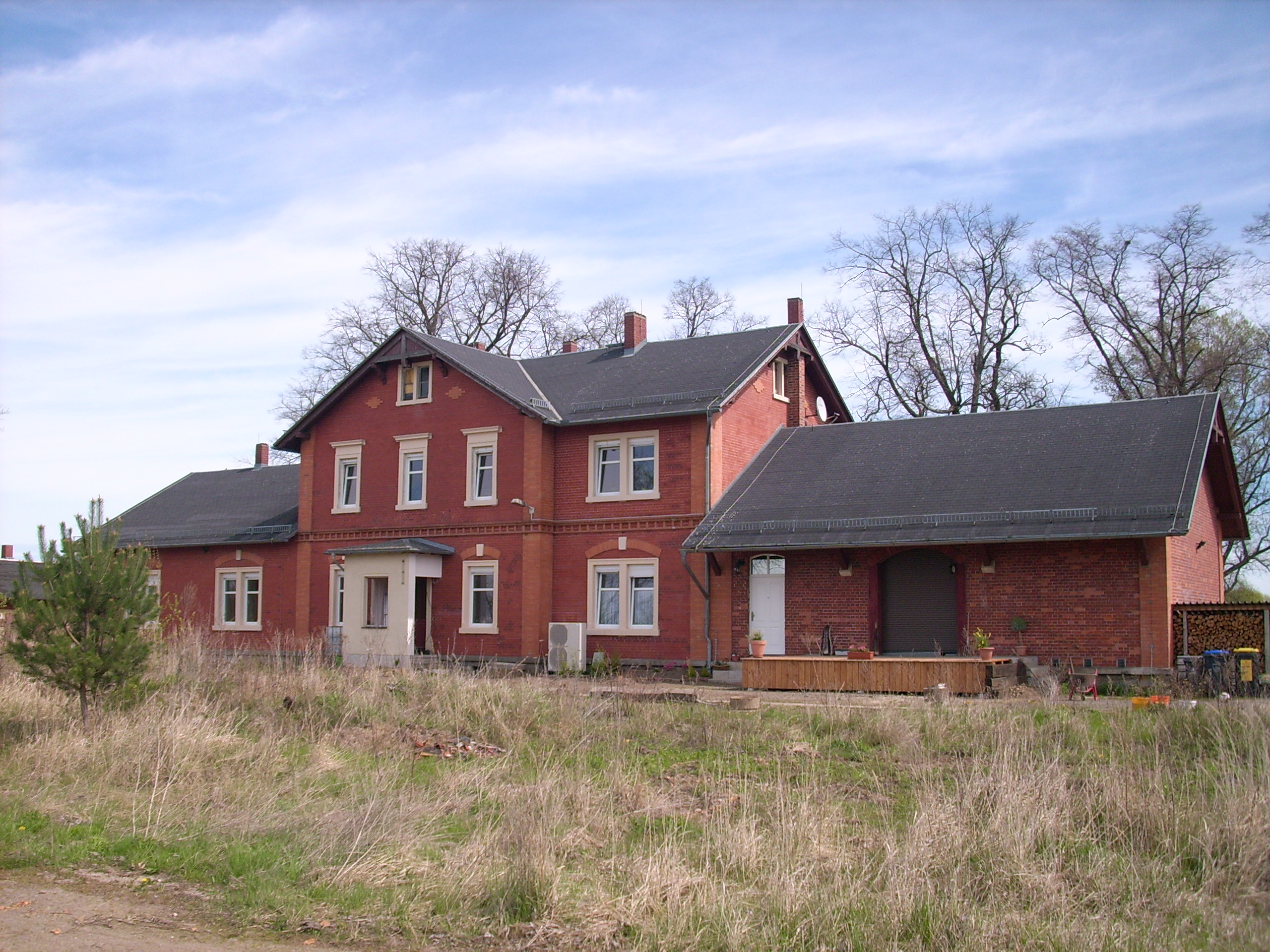
Bahnhof Königswartha (2012)

Am 1. Oktober 1908 wurde der durchgehende Verkehr zwischen Bautzen und Hoyerswerda aufgenommen. 1911 weist der Fahrplan fünf Zugpaare täglich aus. Mit dem Einsatz leistungsfähigerer Lokomotiven und der Aufstellung von Einfahrsignalen an den Kreuzungsbahnhöfen konnte später nicht nur die Anzahl der Züge, sondern auch deren Geschwindigkeit erhöht werden. Schwankte die Reisezeit für die knapp 39 km anfänglich um 105 Minuten, so verkürzte sie sich bis 1942 schon auf etwa 75 Minuten.
Nach 1945 gab es zwei nennenswerte bauliche Ergänzungen an der Strecke. 1947 wurde ab Neschwitz eine knapp vier Kilometer lange Industriebahn nach Wetro zum Braunkohlenwerk Puschwitz gebaut, die später von den Feuerfestwerken Wetro übernommen wurde. 1950 erhielt Cölln einen eigenen Haltepunkt am Ortsausgang nach Radibor.
Mit dem Ausbau der Braunkohleindustrie in der nördlichen Oberlausitz entstanden neue Bahnstrecken, die letztlich auch eine direkte Zugverbindung zwischen Bautzen und Spremberg ermöglichten. Seit 1956 bog östlich vom Bahnhof Knappenrode an der Bahnstrecke Węgliniec–Roßlau eine neue Strecke mit den späteren Abzweigen Weißkollm und Spreewitz zum künftigen Kombinat Schwarze Pumpe ab. Ihr folgte 1959 gegenüber die Trasse nach Knappenrode Süd zum neuen Übergabebahnhof für Kohlezüge. Im Jahr darauf wurde die Verbindung von Knappenrode Süd zum Abzweig Weißkollm hergestellt. Nachdem zwischen Königswartha und Knappenrode Süd 1961 ebenfalls eine für 100 km/h zugelassene neue Trasse über Koblenz errichtet worden war, konnten Kiespendelzüge von Niesendorf bei Königswartha direkt zu den Baustellen des Kombinats Schwarze Pumpe fahren. Gleichzeitig erhielt das Kaolinwerk Caminau bei Wartha eine Anschlussbahn, der bis heute bedient wird.
Ab dem 1. September 1961 verkehrten auch alle durchgehenden Reisezüge zwischen Bautzen und Hoyerswerda auf der neuen Strecke. Ein restlicher Reiseverkehr von Hoyerswerda über Wittichenau bis Königswartha wurde offiziell zum 31. Dezember 1967, real aber erst am 26. Mai 1968, eingestellt. Nur für den 1909 zum Steinbruch bei Dubring (heute Steinwerke Metzner) angelegten Werksanschluss blieben noch Leistungen im Güterverkehr bis zum 7. Juli 1973. Danach erfolgte der Abbau aller Gleise.
Mit der neuen Bahnstrecke Spreewitz–Graustein wurde 1963 eine direkte Verbindung zur Bahnstrecke Berlin-Görlitz erreicht und damit ein durchgehender Personenzugverkehr zwischen Bautzen und der Niederlausitz über Spremberg möglich. Durchgehende Züge waren jedoch die Ausnahme, zumeist musste in Knappenrode umgestiegen werden. Mehr Anziehungskraft hatte dagegen die Sächsische Schweiz. Hoyerswerdaer Triebwagen fuhren über Bautzen, Wilthen, Neustadt (Sachs) und Sebnitz bis Bad Schandau durch. Sie benötigten dafür über drei Stunden Reisezeit.
Ab 1965 verkehrte morgens von Bautzen über Hoyerswerda, Senftenberg und Calau nach Berlin ein Schnellzug, der abends zurückfuhr. Dieses Angebot nahmen Dienst- und Tagesreisende gern in Anspruch, so dass seit dem Sommerfahrplan 1969 die Relation auf zwei Zugpaare erweitert wurde. Obwohl diese Züge zwischen Bautzen und Hoyerswerda ohne Halt durchfuhren, benötigten sie für die etwa 40 Kilometer zuletzt immer noch 45 Minuten.
Während der Reiseverkehr seit den 1970er Jahren zunehmend an Attraktivität verlor (zwischen Löbau/Weißenberg und Radibor fuhren schon seit 1972 keine Personenzüge mehr), wuchsen die Anforderungen an den Güterverkehr. Um die Leistungsfähigkeit der Strecke zu erhöhen, wurden die Bahnhöfe mit modernen Gleisbildstellwerken ausgerüstet und die Kreuzungsgleise auf 700 Meter verlängert. In Kleinwelka begann zudem am südlichen Ende eines zusätzlich eingebauten dritten Hauptgleises der Anschluss zu dem 1975 begonnenen Industriestandort auf Teichnitzer Flur. Eigene Rangierlokomotiven bedienten dort ein großes Plattenwerk für den Wohnungsbau, ein Heizwerk zur Fernwärmeversorgung und weitere Betriebe.
Der gesellschaftliche Umbruch im Osten Deutschlands in den Jahren 1989/90 war auch für die Bahnstrecke Bautzen–Hoyerswerda mit erheblichen Veränderungen verbunden. Innerhalb kürzester Zeit stellte ein Großteil der Betriebe im Einzugsgebiet ihre Produktion ein, was zu einem erheblichen Einbruch bei der Verkehrsleistung im Personen- und Güterverkehr führte. Ab 1994 wurde die Spreetalbahn nicht mehr bedient, 1998 kam der Güterverkehr auf der abzweigende Strecke bis Baruth zum Erliegen.

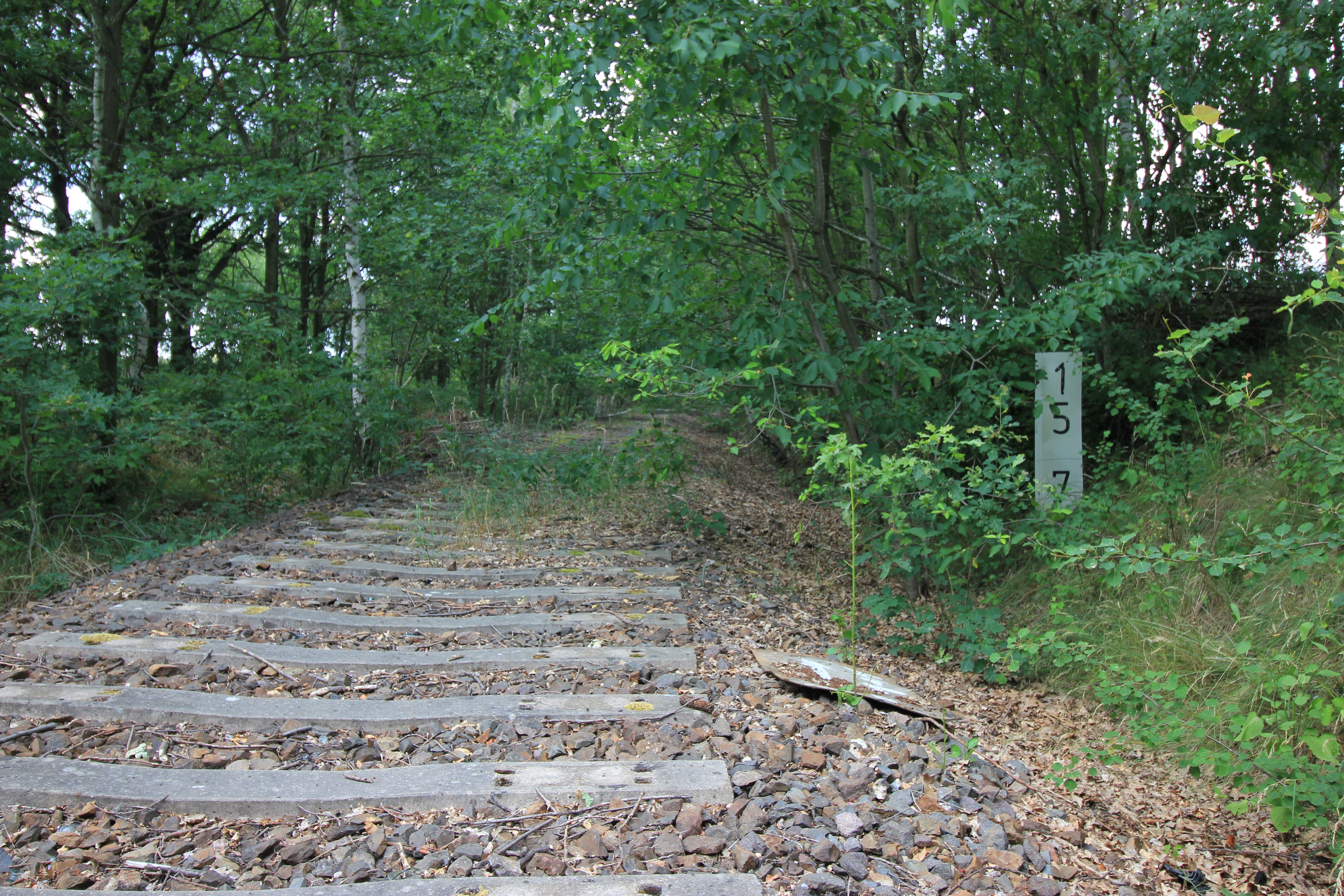
Abgebaute Strecke bei Neschwitz (2018)

Am 30. Mai 1999 verkehrte der letzte Personenzug zwischen Bautzen und Hoyerswerda. Anfang Januar 2001 wurde der Güterverkehr offiziell eingestellt. Erhalten geblieben ist nur der Anschluss zum Kaolinwerk Caminau, der heute von Knappenrode aus bedient wird. Ein Jahr später, am 31. Mai 2002, trat die durch das Eisenbahn-Bundesamt genehmigte Stilllegung der Strecke juristisch in Kraft. Heute erinnern nur noch einige Hochbauten und Relikte in der Landschaft an die einst so gewünschte Bahnverbindung.
Ein möglicher Wiederaufbau ist in den Maßnahmenplan der Kohlekommission zur Förderung der Lausitz 2018 aufgenommen worden. Effizient wäre dieser aber nur mit einer völligen Neutrassierung zwischen Bautzen und Wartha (bei Königswartha) bei gleichzeitiger Wiederinbetriebnahme der anschließenden Bahnstrecke Bautzen–Bad Schandau. Durchfahrende, möglichst schnelle Zugverbindungen zwischen Cottbus/Spreewald und Bad Schandau/Sächsische Schweiz könnten hier durchaus ein erstrebenswertes Angebot für einen autoreduzierten Tourismus sein.

## Fahrzeugeinsatz
Den Eröffnungszug zogen die Tenderlokomotiven HALBENDORF und CUNEWALDE der Gattung VII TS, von denen damals sechs in Bautzen beheimatet waren.
Von 1964 bis 1981 kamen die speziell für Nebenbahnen entwickelten Leichttriebwagen der DR-Baureihe 2.09 (seit 1969: BR 171) auf der Strecke im Personenzugverkehr zum Einsatz.
Bis 1976 kamen neben lokbespannten Zügen vorwiegend Triebwagen der älteren Baureihen 137 (seit 1969: BR 182 bis 184) zum Einsatz. In den Sommerfahrplänen der Jahre 1982 bis 1985 fuhren Dieseltriebzüge der DR-Baureihe VT 18.16 (seit 1970: Baureihe 175) im Schnellzugdienst zwischen Bautzen und Berlin.